# Dère
Pour les articles homonymes, voir Ruisseau de Dère.
Dère est le monde sur lequel se déroule le jeu de rôle L'Œil noir. Les deux principaux continents sont l’Aventurie et Myranor.

## L'univers de Dère

### L'univers et la sphérologie
Selon le mythe cosmogonique dérien le plus répandu, deux divinités, Los et Sumu, erraient dans l'éternité du vide. Los se croyait seul, et lorsqu'il rencontra Sumu, il fut pris de colère et la tua. En se défendant, Sumu blessa Los et celui-ci perdit douze gouttes de sang qui formèrent les douze dieux. Puis, pris de remords, Los pleura et les larmes formèrent les êtres vivants qui peuplèrent Dère, le corps de Sumu.
Cet événement marqua l'origine des temps.
Dans les grandes civilisations d’Aventurie, la sphérologie est la  science (mêlant magie, philosophie et théologie) qui étudie la structure de l’univers, en s’appuyant sur  une représentation de l’univers selon  le modèle de peaux d’oignons. Cette théorie a notamment été promue par Rohal le sage.
Selon les traités de sphérologie, l’univers serait divisé en sept sphères allant de l’ordre au chaos :
1. Ordre et tranquillité, le cœur du monde : c'est cette sphère qui contient les lois « naturelles » régissant les autres sphères ; cette sphère porte aussi les noms de Mystère de Kha, Principe du monde (par les prêtres), Noyau de la thèse du cosmos (par les guildes de magie) ou Source du Nayrakis (par les philosophes ; le Nayrakis est l'essence de Los et désigne tout ce qui est possible, par opposition au Sikaryan qui est l'essence de Sumu et désigne ce qui est réel) ; on ne peut pas atteindre cette sphère ;
2. Dère et les forteresses, le devenir des Éléments : c'est le corps de Sumu, siège des six citadelles des Éléments, de la citadelle détruite de la Puissance, et de l'Arbre des démons ;
3. Vie et fécondité : le domaine des éléments et des mortels, il s'agit de Dère ;
4. Mort et fuite du temps : le royaume de la mort, également appelé « hall de Boron », c'est là que vont les âmes de morts qui sont refusées au paradis des douze dieux ;
5. Sphère des dieux : c'est là que se trouve Alveran, la Citadelle des dieux, ainsi que le paradis des douze dieux ; la Citadelle est gardée par six hauts dragons ;
6. Étoiles et puissance : c'est le Mur des étoiles, là où est enchaîné le dieu sans nom, et la source de la magie ; c'est aussi le domaine du panthéon de H'Ranga, et le lieu de résidence de quelques être, comme Mada, ou demi-dieux ;
7. Chaos et vapeurs, le chaos sans fin : ce sont les enfers, découpés en treize royaumes ; douze d'entre eux sont dirigés par un démon principal.

Passer d'une sphère à l'autre requiert l'usage de la magie ou une intervention divine. En effet, les sphères sont séparées par des limbes. Les limbes ont été mises en place après la guerre des douze dieux contre le dieu sans nom ainsi que le sacrilège de Mada ; auparavant, les êtres pouvaient passer d'une sphère à l'autre relativement facilement. Les limbres apparaissent comme une nuée grise de densité variable, sans gravité (sensation de chute permanente) et gelée ; on y voit en noir et blanc, et la communication est impossible sans la magie.
Des globules flottent dans les limbes. Un globule est une sorte de mini sphère, avec son propre cœur contenant ses lois naturelles (l'écoulement du temps et la gravité peuvent varier par rapport à Dère).
Il existe également des mondes parallèles, qui sont des alternatives à la troisième sphère (Dère) : l'histoire a divergé de celle de Dère à un moment donné, mais l'origine et les lois naturelles sont identiques. On peut atteindre les mondes parallèles en passant par les limbes.
Noteil y a une ambiguïté entre la 2e et la 3e sphère, il semblerait que la 2e sphère soit l'intérieur du corps de Sumu, et que la 3e serait sa surface.

### Dère
Dère est la troisième planète d'un système solaire qui en comporte huit. Le soleil est une naine rouge qui émet une lumière jaune. Dere est un monde semblable à la terre, sur lequel se trouve quatre continents :
- l'Aventurie, le plus petit
- Myranor, ou Thaesumu, à l'ouest de l'Aventurie, appelé le « Pays de l'or » ou les « Terres dorées » en Aventurie[3]
- Riesland (à l'est de l'Aventurie) le pays des géants, Vaestenland (en anglais)
- Uthuria (sud de l'Aventurie)

Il existe également un autre continent, un monde creux sous la terre, appelé Tharoune.
La forme sphérique de Dère n'est connue que de peu de gens. La plupart pensent généralement que c'est un disque, une sorte de plateau de jeu pour les dieux et les entités supérieures qui se tiennent au-dessus d'eux.
Dans les croyances de Maraskan, Dère est considéré comme un disque que le dieu Rur envoya comme cadeau à son frère jumeau Gror.
Dans la représentation sphérologique, Dère se trouve dans la troisième des sept sphères de l'univers, la sphère des êtres vivants.

### L'Aventurie
L'Aventurie (Aventurien) s'est développée dès 1984 et s'est enrichie au fur et à mesure des parutions des scénarios et suppléments de L'Œil noir.
Voir l'article détaillé Aventurie.

### Tharoune et Le Monde creux
Tharoune est un royaume du Monde creux (Hohlwelt), illuminé par un soleil en son centre. Dans Les Maîtres d'arme, les règles avancées de la première édition, il s'agit de l'intérieur de Dère. Il a été ensuite décrit en 2002 dans le livre Mit Geistermacht und sphärenkraft p. 15, comme étant un globule, c'est-à-dire un monde parallèle.
Voir l'article détaillé Tharoune.

### Myranor — Le Pays de l'or
Myranor, que l'on appelle le Pays de l'or ou les Terres dorées en Aventurie, est un continent plus grand que l'Aventurie. Il s'étend de la zone arctique au Nord à la zone tropicale au Sud.
Voir l'article détaillé Myranor.

### Riesland — le mystérieux continent de l'Est
L'immense et mystérieux continent situé à l'est de l'Aventurie est dénommé Riesland (littéralement « le Pays géant », ou « Pays des géants »). Une ancienne légende raconte que jadis les fils de Guerimm, les trolls et les cyclopes, étaient constamment en train de se bagarrer. Guerimm, qui en eu assez, décida de mettre un terme à ses chamailleries. Il frappa alors de son épée le sol, si fort que le monde en trembla. Les secousses du corps de Sumu firent flancher les cyclopes d'un côté et les trolls de l'autre, et là jaillit devant leurs yeux, un immense mur plus grand que 3 333 trolls et plus grand que 4 444 cyclopes.
Un immense mur de montagnes infranchissables, nommé l'Épée d'Airain, sépare ainsi les deux continents.
Les trolls et les cyclopes se trouvèrent séparés les uns à l'Est et les autres à l'Ouest. Et ainsi s'achevèrent leur disputes incessantes. Les cyclopes migrèrent à l'Ouest vers la mer ; les trolls migrèrent vers l'Est, dans les Montagnes de feu, et prirent le nom d'ogres noirs.
Dans la pratique, on ne sait quasiment rien de ce continent, la chaîne des montagnes est infranchissable, et le continent est inaccessible par la mer à cause des récifs et autres dangers de la Mer des perles. On ignore donc si des géants habitent réellement ce continent. On sait que tout le long de sa partie sud Ouest, il est bordé de volcans en éruption quasi perpétuelle (c'est dans l'un d'eux d'ailleurs que se trouve la citadelle élémentale du feu). La côte n'est pas plus accessible, il faut donc s'aventurer plus loin vers l'Est. 
Le seul endroit de ce continent qui put être vaguement exploré là-bas sont les Plaines de brouillard, qui furent atteintes par hasard au cours d'un naufrage d'une expédition de soldats thorvaliens vers l'an 17 après Hal. Il s'agit d'une vallée noyée dans les brumes au milieu de montagnes escarpées.
Le seul élément de civilisation que l'on ait réussi à découvrir est une ville mysterieuse, au Sud-Est du continent, où vivent des sorte d'hommes-poissons à la peau bleu : Les Mahrs bleus (Blauer Mahr) ou Mahrys. La ville s'appelle Mahrynia.
Précisons en outre que certains prêtres de Aves (prêtres itinérants) ont réussi à cartographier approximativement une grande partie du continent (ainsi également que celui du Pays de l'or).

## Œuvres composant l'univers de fiction

### Jeux de rôle
- L'Œil noir (Das Schwarze Auge) (1984) : L'un des premiers jeux de rôle européens.

### Jeux vidéo
Trois jeux vidéo, créés par la société Attic, se déroulent en Aventurie. Ils sont connus en Allemagne sous le nom de Nordlandtrilogie, c'est-à-dire littéralement « trilogie du pays du Nord » (Thorval et la vallée de la Svellt). La trilogie a été traduite en Anglais sous la dénomination Realms of Arkania (RoA), l'Aventurie y ayant été rebaptisé Arkania.
Les jeux sont :
- Die Schicksalsklinge (litt. La Lame du destin), Blade of Destiny en anglais
- Sternenschweif, (litt. Le Chemin des étoiles), Star Trail en anglais
- Schatten über Riva (litt. Des Ombres sur Riva), Shadows over Riva en anglais

Un jeu vidéo est sorti le 31 juillet 2008 (en allemand, la version anglaise devrait suivre) : Drakensang ,.

### jeux de cartes
- Dark Force (1994): jeu de cartes à collectionner.

### Jeux de société
- Les Héros de l'Œil Noir (1992)

Jeu d'introduction au monde de L'Œil noir.
- La Bataille des dinosaures

### Jeux de figurines
- Armalion (1998): Jeux de figurines se déroulant pendant les guerres Orques qui a fait planné une menace sur les humains.

### Romans
Une centaine de romans ont été édités en allemand (voir la page Liste der Aventurien-Romane (de)).
Soixante-treize romans sont parus chez l'éditeur Wilhelm Heyne Verlag entre 1995 et 2004. Par la suite, Fantasy Productions a voulu renforcer sa mainmise sur la collection afin de garantir une meilleure cohérence. Elle a donc créé une maison d'édition, Phönix Verlag, pour éditer les romans numérotés 74 à 94.
À partir de 2004, Hans Joachim Alpers créa une nouvelle série nommée  Rhiana die Amazone et se déroulant environ 100 ans avant la série principale. Les deux premiers romans furent publiés chez Wilhelm Heyne Verlag, et les suivants chez Piper Verlag. Le septième ouvrage devrait être publié en 2007.
Cinq romans ne font pas partie d'une collection dédiée à L'Œil noir ; ils se déroulent en Aventurie, mettent en scène des personnages et des légendes de ce monde, mais ne s'attachent pas à être cohérents avec les règles du jeu. Il s'agit de
- Das eherne Schwert, Andreas Brandhorst, éd. Droemer-Knaur (1985)
- Die Gabe der Amazonen, Ulrich Kiesow, éd. Fantasy Productions (1988)
- Mond über Phexcaer, Ulrich Kiesow, éd. Fantasy Productions (1990)
- Das Jahr des Greifen, Bernhard Hennen et Wolfgang Hohlbein, (trilogie : Der Sturm, Die Entdeckung et Die Amazone), éd. Bastei-Lübbe (1994).

Trois romans ont été traduits en anglais, sous le titre Realms of Arkania :
- RoA : The Charlatan (janvier 1996,  (ISBN 0-7615-0233-5)),
- RoA : The Lioness (mars 1996,  (ISBN 0-7615-0477-X)),
- RoA : The Sacrifice (septembre 1996,  (ISBN 0-7615-0476-1)).

## Inspirations
Le Seigneur des anneaux, Donjons et Dragons, l'histoire médiévale et de la Renaissance européenne.

## Évolution de l'univers de Dère
Importantes évolutions du monde imaginaire.
- 1984 : première parution du jeu de rôle L'Œil noir.
- 1985-1989: traduction de la 1re édition du jeu de rôle en français
- 1988 : Parution des Maîtres d'arme, la version « avancée » de la première édition de L'Œil noir, décrivant Tharoune.
- 1988 : Seconde édition (DSA2), dont les règles vont servir de moteur aux jeux vidéo.
- 1988 : traduction de la 1re édition du jeu de rôle en italien et en néerlandais.
- 1992 : édition jeu de société Les Héros de l'Œil Noir et du premier jeu vidéo, Die Schicksalsklinge.
- 1993 : 3e édition du jeu de rôle (DSA3)
- 1994 : parution du 2e jeu vidéo, Sternenschweif.
- 1996 : parution du 3e jeu vidéo, Schatten über Riva.
- 1993-1996 : traduction de la 3e édition du jeu de rôle en néerlandais.
- 2000 : parution du système de jeu autour de Myranor, Myranor — das Güldenland (une pré-version expérimentale de la quatrième édition)
- 2001 : 4e édition du jeu de rôle (DSA4).
- 2003 : traduction de la 4e édition du jeu de rôle en anglais.